# Sender Hemmingen
Der Sender Hemmingen ist eine Sendeanlage des Norddeutschen Rundfunks für UKW-Rundfunk und Fernsehen in Hemmingen, einer Stadt in der Region Hannover. Bis Anfang 2015 strahlte er als Mittelwellensender auf 828 kHz NDR Info aus.

## Geschichte

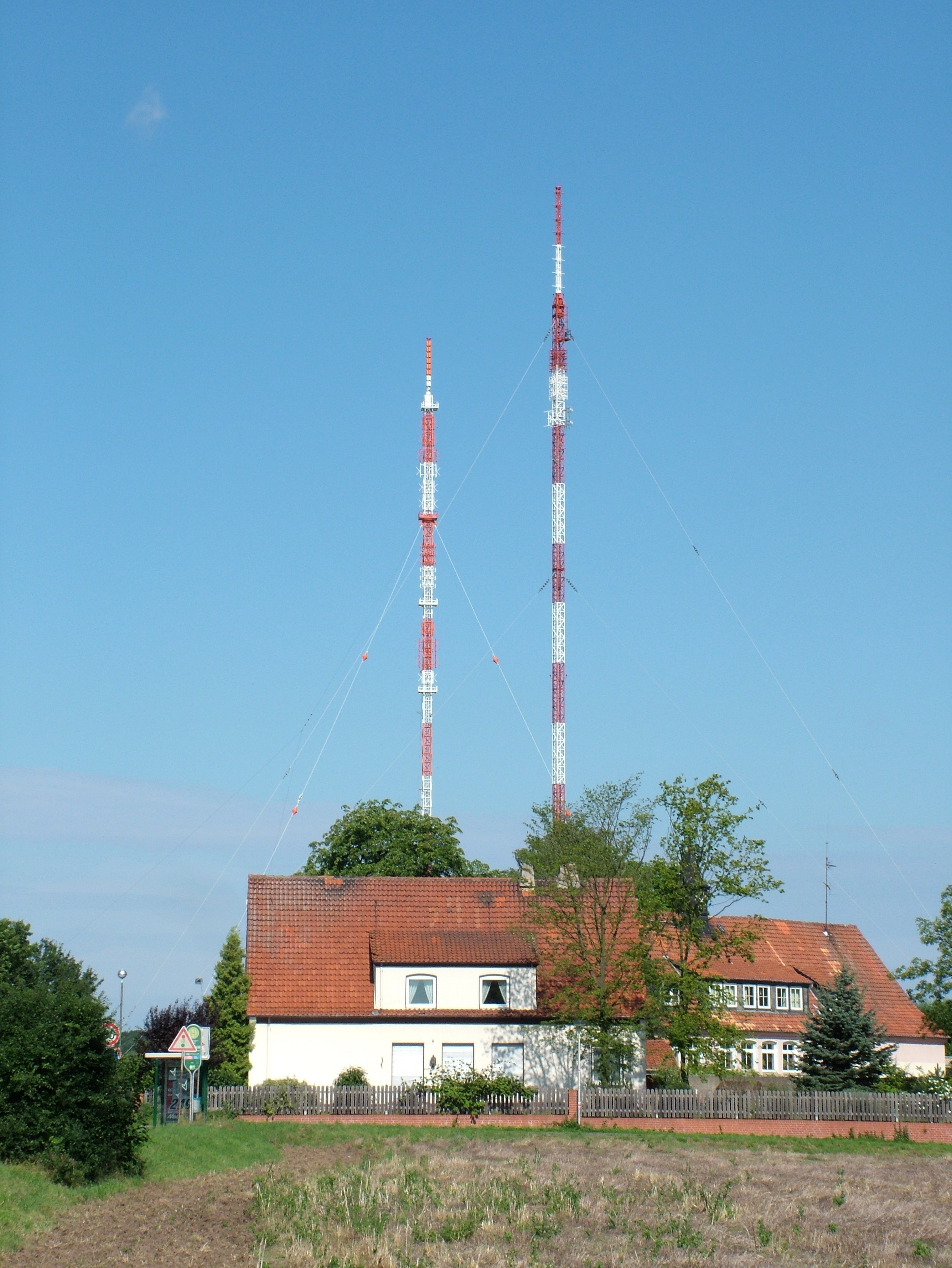
Zustand 2005: UKW-Sendemast und Mittelwellensendemast (links) und Mittelwellen-Reserveantenne (rechts, 2006 gesprengt)

Der erste Mast wurde 1940 für einen Mittelwellensender errichtet, der den Sender Hannover-Hainholz ersetzte.
Nachdem der erste Sendemast von 1940 am 7. April 1945 vor dem Einrücken der britischen Streitkräfte durch die deutsche Wehrmacht zerstört wurde, wurde 1948 ein 119 Meter hoher abgespannter Stahlrohrmast errichtet. Wenig später folgte ein 108 Meter hoher abgespannter Stahlfachwerkmast als Antennenträger für UKW und analoges Fernsehen und für eine Mittelwellen-Reserveantenne.
Die Sendefrequenz des Mittelwellensenders betrug bis zum Inkrafttreten des Genfer Wellenplans am 23. November 1978 1586 kHz bei einer Sendeleistung von 40 kW.
Nach dem Inkrafttreten des Genfer Wellenplans betrug die Sendefrequenz 828 kHz. Da diese Frequenz auch vom Sender Freiburg-Lehen genutzt wurde, musste nachts die Sendeleistung des Mittelwellensenders Hemmingen auf 5 kW reduziert werden, während sie tagsüber bis Ende der 1990er Jahre 100 kW und dann 20 kW betrug.
Nach der Abschaltung des Mittelwellensenders Freiburg-Lehen im Jahr 2012 betrug die Sendeleistung durchgehend 20 kW.
1999 wurde der 119 Meter hohe Stahlrohrmast gesprengt und durch den heutigen 149,5 Meter hohen abgespannten Stahlfachwerkmast, der UKW- und DVB-T-Sendeantennen und eine Rautenantenne für Mittelwelle trägt, ersetzt. Der 108 Meter hohe Stahlfachwerkmast blieb zunächst als Reserveantenne erhalten, wurde aber am 12. April 2006 wegen zu hohen Instandhaltungskosten gesprengt.
Nach einem Beschluss der Kommission zur Ermittlung des Finanzbedarfs der Rundfunkanstalten (KEF) wurde der Mittelwellensender am 13. Januar 2015 abgeschaltet.

## Frequenzen und Programme

### Analoger Hörfunk (UKW)
| Frequenz (MHz) | Programm            | RDS PS            | RDS PI                | Regionalisierung | ERP (kW) | Antennen- diagramm rund (ND)/ gerichtet (D) | Polarisation horizontal (H)/ vertikal (V) |
| -------------- | ------------------- | ----------------- | --------------------- | ---------------- | -------- | ------------------------------------------- | ----------------------------------------- |
| 88,6           | NDR Info            | NDR_Info          | D384                  | -                | 0,5      | D (310–180°)                                | H                                         |
| 90,9           | NDR 1 Niedersachsen | NDR1_HAN NDR1_NDS | D481 (regional), D381 | Hannover         | 15       | ND                                          | H                                         |
| 92,6           | N-JOY               | _N-JOY__          | D385                  | –                | 2,5      | D (340–70°)                                 | H                                         |
| 96,2           | NDR 2               | _NDR_2__          | D382                  | –                | 5        | ND                                          | H                                         |
| 98,7           | NDR Kultur          | NDR_Kult          | D383                  | –                | 15       | ND                                          | H                                         |

### Digitales Fernsehen (DVB-T / DVB-T2)
Der DVB-T2 Regelbetrieb startete am 29. März 2017. Die Ausstrahlung kostenpflichtiger privater Multiplexe (freenet TV von Media Broadcast) erfolgt seitdem in Hannover ausschließlich über den Telemax. Die DVB-T2-Ausstrahlungen in HEVC erfolgen im Gleichwellenbetrieb (Single Frequency Network) mit anderen Standorten. Optional lassen sich zusätzliche im NDR-Angebot und bei Freenet TV connect als Verknüpfung enthaltene Programme über eine Internetverbindung wiedergeben, falls das Empfangsgerät HbbTV (ab Version 1.5) unterstützt (NDR via IP: ARD-alpha HD, rbb Brandenburg HD, SR Fernsehen HD, SWR BW HD, …).
| Kanal | Frequenz (MHz) | Multiplex                                   | Programme im Multiplex | ERP (kW) | Antennen- diagramm rund (ND)/ gerichtet (D) | Polarisation horizontal (H)/ vertikal (V) | SFN mit |
| ----- | -------------- | ------------------------------------------- | --- | -------- | ------------------------------------------- | ----------------------------------------- | --- |
| 23    | 490            | ARD Digital (NDR)                           | - Das Erste HD - phoenix HD - arte HD - tagesschau24 HD - one HD Radio: - NDR Blue - NDR Info Spezial - NDR Kultur - NDR Schlager | 5        | ND                                          | H                                         | Alfeld (Reuberg), Braunlage (Hütteberg), Braunschweig-Broitzem, Braunschweig-Innenstadt, Göttingen (Espol-Solling), Göttingen-Hetjershausen, Hannover (Telemax), Hannover-Hemmingen, Hildesheim (Sibbesse), Torfhaus (Harz-West) |
| 36    | 594            | Gemischter Multiplex von ZDF und freenet TV | - ZDF HD - 3sat HD - KiKa HD - ZDFneo HD - ZDFinfo HD - freenet TV connect (HbbTV-Dienst mit mehreren Streams, HbbTV v1.5 erforderlich) | 5        | ND                                          | H                                         | Braunschweig-Broitzem, Braunschweig-Innenstadt, Hannover (Telemax), Hannover-Hemmingen, Hildesheim (Sibbesse), Wolfsburg |
| 40    | 626            | ARD regional (NDR) Niedersachsen            | - NDR Fernsehen HD (Niedersachsen) - WDR Fernsehen (Köln) HD - hr-Fernsehen HD / NDR FS HD (HH)(zeitw.) - mdr Fernsehen (Sachsen-Anhalt) HD / NDR FS HD (MV)(zeitw.) - BR Fernsehen Süd HD / NDR FS HD (SH)(zeitw.) Radio: - N-Joy - NDR 1 NDS HAN - NDR 2 - NDR Info | 5        | ND                                          | H                                         | Alfeld (Reuberg), Braunlage (Hütteberg), Braunschweig-Broitzem, Braunschweig-Innenstadt, Göttingen (Espol-Solling), Göttingen-Hetjershausen, Hannover (Telemax), Hannover-Hemmingen, Hildesheim (Sibbesse), Torfhaus (Harz-West) |

 Sendeparameter 
| Verwendet von (HD-Programme pro Mux)   | Modulations- verfahren | Coderate | FFT-Modus    | Guard- intervall | Pilottöne       | Datenrate [Mbit/s] |
| -------------------------------------- | ---------------------- | -------- | ------------ | ---------------- | --------------- | ------------------ |
| ZDF (5)                                | 64-QAM                 | 3/5      | 16k extended | 19/128           | Pilot Pattern 2 | 22,0               |
| ARD Digital (NDR) (5) NDR regional (5) | 64-QAM                 | 1/2      | 16k extended | 19/128           | Pilot Pattern 2 | 18,2               |

### Analoges Fernsehen (PAL)
Vor der Umstellung auf DVB-T am 24. Mai 2004 diente der Sendestandort weiterhin für analoges Fernsehen (PAL):
| Kanal | Frequenz (MHz) | Programm        | ERP (kW) | Sendediagramm rund (ND)/ gerichtet (D) | Polarisation horizontal (H)/ vertikal (V) |
| ----- | -------------- | --------------- | -------- | -------------------------------------- | ----------------------------------------- |
| 8     | 196,25         | Das Erste (NDR) | 5        | ND                                     | H                                         |